# جدجد القدس
جدجد القدس (بق البطاطس) هي مجموعة كبيرة من الحشرات عديمة الطيران تنتمي إلى جنس ضيقات الأخمص (الاسم العلمي: Stenopelmatus). أوطانها الأصيلة في غرب الولايات المتحدة وأجزاء من المكسيك.